# S-180
S-180（エス イチハチマル）は、かつてパイオニアのホームAV機器事業部（後のパイオニアホームエレクトロニクス→オンキヨー&パイオニア→オンキヨーホームエンターテイメント→オンキヨーテクノロジー→プレミアムオーディオカンパニーテクノロジーセンター）から製造・発売されていた大型ブックシェルフ型3ウェイスピーカーシステムである。
最終型の発表まで、改良を加えた複数の種類がある。

## 沿革

### S-180シリーズ
- S-180　1978年10月発売。
- S-180A　1980年6月発売。エンクロージャーの仕上げおよびトゥイーターユニットの変更などの改良が挙げられる。シリーズ中一番のベストセラーモデルとなった。
- S-180Ⅲ　1982年5月発売。このモデルよりウーファーの材質が変更され（コーン紙 → カーボングラファイトコーン）、更にトゥイーターがハードドーム型からリボン型に変更。
- S-180D　1984年6月発売。S-180 IIIを元にボイスコイルおよび各ユニットの振動板、磁気回路、エンクロージャー等の改良を実施。
- S-1800DV　1985年5月発売。S-180Dを元にAV用途に特化。防磁設計。S-180シリーズの実質的な最終モデル。